# Āmlāgora
Āmlāgora är en ort i Indien.   Den ligger i distriktet Paschim Medinipur och delstaten Västbengalen, i den östra delen av landet, 1 200 km sydost om huvudstaden New Delhi. Āmlāgora ligger 57 meter över havet och antalet invånare är 19 038.
Terrängen runt Āmlāgora är platt. Runt Āmlāgora är det tätbefolkat, med 762 invånare per kvadratkilometer. Det finns inga andra samhällen i närheten. Trakten runt Āmlāgora består till största delen av jordbruksmark.